# Ángel Rodríguez García
Pour les articles homonymes, voir Ángel Rodríguez et Rodríguez.
Rodríguez  García est un nom espagnol. Le premier nom de famille, en général paternel, est Rodríguez ; le second, en général maternel, souvent omis, est García.
Ángel Rodríguez García,, né le 20 décembre 1981 à Zafra (Estrémadure), est un coureur cycliste espagnol. Professionnel de 2005 à 2008, il a terminé deuxième du Tour d'Estrémadure en 2006. Il a également remporté une étape du Tour d'Alicante en 2004 chez les amateurs. 
Son grand frère Alfonso a également été cycliste professionnel.

## Palmarès
- 2002
  - 2e du Grand Prix de la ville de Vigo
- 2004
  - 2e étape du Tour d'Alicante
- 2006
  - 2e du Tour d'Estrémadure

## Classements mondiaux
| Année           | 2005   | 2006 | 2007   |
| --------------- | ------ | ---- | ------ |
| UCI Europe Tour | 1 349e | 514e | 1 187e |